# 김재열 (1899년)
김재열(金在烈, 일본식 이름: 金星宗明긴세이 무네아키, 1899년 12월 12일 ~ ?)은 일제강점기의 경찰이다.

## 생애
1924년 도경부보 시험에 합격했으며 1928년부터 1929년까지 경상북도 안동경찰서에서 경부보로 근무했다. 1929년 경상북도 경주경찰서 사법계 주임으로 임명되었으며 1930년부터 1932년까지 경상북도 경산경찰서, 1933년 3월 13일부터 1934년 11월 19일까지 경상북도 대구경찰서에서 근무했다.
경상북도 경산경찰서와 대구경찰서 재직 시절에 발발한 만주사변 당시 일본군의 만주 수송과 철도 경계 업무를 담당하는 한편 조선인에 대한 민심 안정책과 군사 외교에 관한 정보를 일본군에게 제공했다. 1934년 7월 24일 만주 사변에 적극 협력한 공로를 인정받아 일본 정부의 만주 사변 행상에서 위로 을(慰勞 乙)에 상신되었고 같은 해 8월 24일에는 만주 사변 종군 기장에 상신되었다.
1935년 11월 20일부터 1936년 10월 11일까지 경상북도 김천경찰서에서 근무했고 경상북도 예천경찰서 사법보안위생계 주임(1936년 10월 12일 ~ 1938년 3월 11일)과 경상북도 왜관경찰서 사법계 주임(1938년 3월 12일 ~ 1940년 4월)을 역임했다. 경상북도 왜관경찰서 사법계 주임 재직 시절에 발발한 중일 전쟁 당시 동원 소집과 임시 소집 업무, 군사 수송 경계 업무, 특별 경계 업무, 군용 물자 공출 업무를 담당하는 한편 시국 좌담회를 개최했다.
1940년 4월 29일 중일 전쟁에 적극 협력한 공로를 인정받아 일본 정부의 지나 사변 공적 조서에서 공로(功勞)에 상신되었으며 1941년 10월 4일 일본 정부로부터 훈8등 서보장을 받았다.
친일반민족행위진상규명위원회가 발표한 친일반민족행위 705인 명단에 포함되었다.

## 참고자료
- 친일반민족행위진상규명위원회 (2009). 〈김재열〉. 《친일반민족행위진상규명 보고서 Ⅳ-4》. 서울. 64~69쪽.